# كلايد إل. ميلر
كلايد إل. ميلر (بالإنجليزية: Clyde L. Miller)‏ هو سياسي أمريكي، ولد في 1910، وتوفي في 14 سبتمبر 1988 في الولايات المتحدة. حزبياً، نشط في الحزب الديمقراطي. انتخب عضو مجلس نواب ولاية يوتا.